# Dominic Minghella

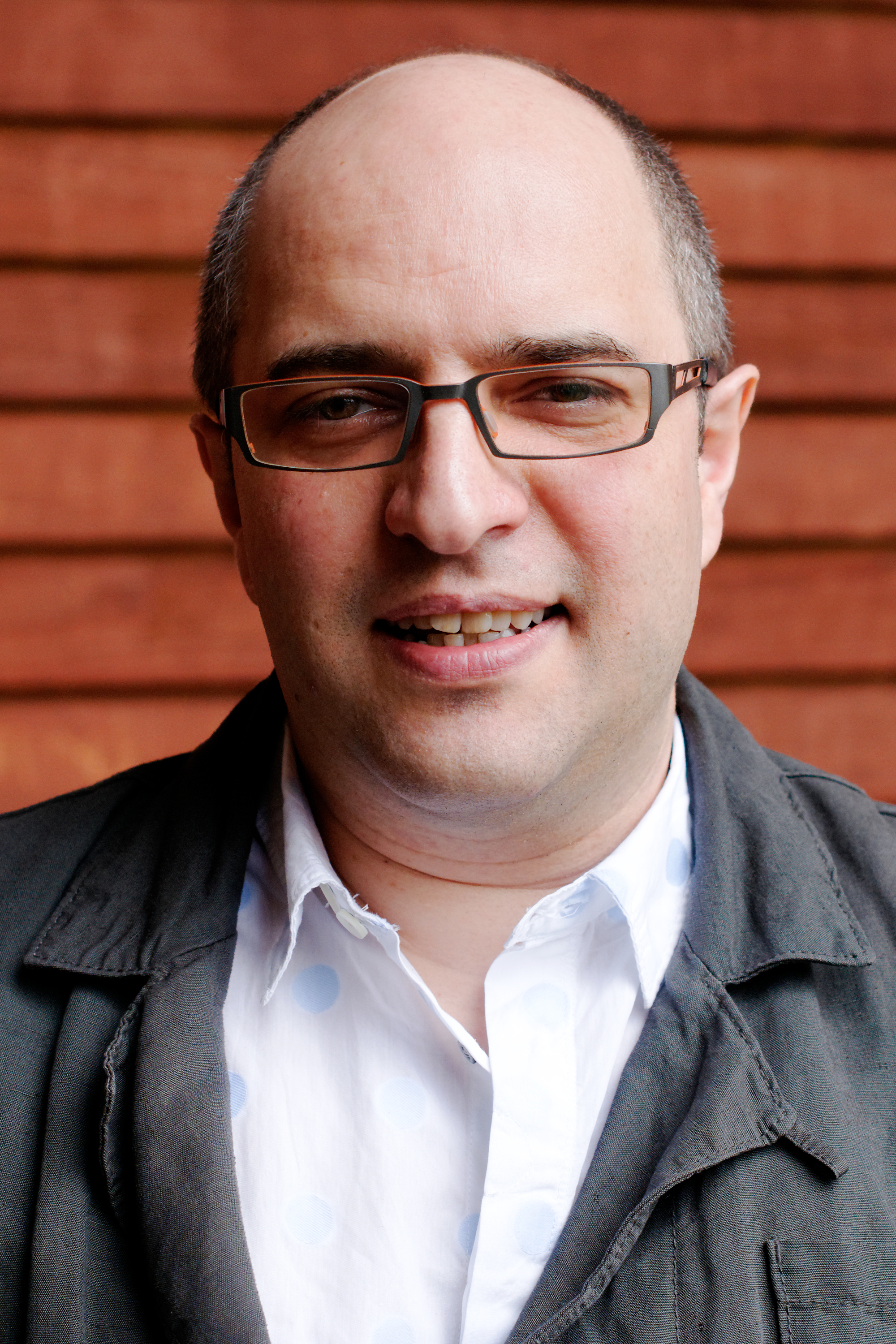
Dominic Minghella auf dem Minghella Film-Festival 2011

Dominic Minghella (* 1967 auf der Isle of Wight, England) ist ein englischer Drehbuchautor und Produzent.

## Leben

### Karriere
Als Autor und Produzent war er insbesondere für die Serien Robin Hood (2006), Doc Martin (2004) und Knightfall (2017) tätig.

### Privatleben
Minghella kam 1967 auf der Isle of Wight in Großbritannien zur Welt. Dort wuchs er gemeinsam mit seinem älteren Bruder Anthony Minghella und seiner Schwester Loretta Minghella auf. Er besuchte zunächst die Medina High School auf der Isle of Wight, bevor er  Philosophie, Politik und Wirtschaft am Merton College in Oxford studierte.
Mit seiner Ehefrau Sarah Beardsall hat Minghella vier Kinder.

## Filmografie

### Drehbuch
Fernsehserien
- 1995–1997: Hamish Macbeth (3 Folgen)
- 1996: Die skandalösen Abenteuer der Moll Flanders (Miniserie)
- 1997–1998: Holding the Baby
- 2004–2022: Doc Martin
  - 2007–2009: Doktor Martin
  - 2009–2011: Doctor Mateo
  - 2014: Dokter Tinus (3 Folgen)
- 2006: Son of the Dragon (Miniserie)
- 2006–2009: Robin Hood
- 2017–2018: Knightfall (2 Folgen)

Fernsehfilme
- 2000: Der Prinz und der Bettelknabe
- 2002: Schiffbrüchig

### Produzent
Fernsehserien
- 2006–2007: Robin Hood (24 Folgen, ausführender Produzent)
- 2017–2018: Knightfall (10 Folgen, ausführender Produzent)

Filme
- 2012: The Scapegoat
- 2018: Undercover bei den Neuen Rechten